# مردم ویچیتا
مردم ویچیتا یا کیتیکیتیش کنفدراسیونی از قبایل بومی دشت جنوبی آمریکا هستند. از نظر تاریخی آنها به زبان ویچیتا و زبان کیچایی صحبت می کردند که هر دو از زبانهای کادو هستند. آنها بومی اوکلاهما ، تگزاس و کانزاس هستند.
امروزه، قبایل ویچیتا، که شامل مردم کیچای ، واکو ، تاووایا ، تاواکونی ، و ویچیتا (یا گویچیتا) می‌شوند،  از نظر فدرال به عنوان قبایل ویچیتا و قبایل وابسته ویچیتا، کیچی، واکو و تاواکونی شناخته می‌شوند.